# Comuna Negrești, Neamț
Negrești este o comună în județul Neamț, Moldova, România, formată din satele Negrești (reședința) și Poiana.

## Așezare
Comuna se află în centrul județului, pe malul drept al Cracăului. Este străbătută de șoseaua județeană DJ156A, care o leagă spre nord de Crăcăoani (unde se termină în DN15C) și spre sud-est de Dobreni (unde se intersectează cu DN15C), Girov (unde se intersectează cu DN15D), Roznov (unde se intersectează cu DN15), Borlești, Tazlău și mai departe în județul Bacău de Balcani, Pârjol și Ardeoani (unde se termină în DN2G).

## Demografie
Componența etnică a comunei Negrești
     Români (90,48%)
     Romi (4,52%)
     Alte etnii (5%)
Componența confesională a comunei Negrești
     Ortodocși (94,04%)
     Alte religii (1,02%)
     Necunoscută (4,94%)
Conform recensământului efectuat în 2021, populația comunei Negrești se ridică la 1.660 de locuitori, în creștere față de recensământul anterior din 2011, când fuseseră înregistrați 1.632 de locuitori. Majoritatea locuitorilor sunt români (90,48%), cu o minoritate de romi (4,52%). Din punct de vedere confesional, majoritatea locuitorilor sunt ortodocși (94,04%), iar pentru 4,94% nu se cunoaște apartenența confesională.

## Politică și administrație
Comuna Negrești este administrată de un primar și un consiliu local compus din 11 consilieri. Primarul, Rodica Cozma[*], de la Partidul Social Democrat, este în funcție din 1 noiembrie 2024. Începând cu alegerile locale din 2024, consiliul local are următoarea componență pe partide politice:
|  | Partid                          | Consilieri | Componența Consiliului | Componența Consiliului | Componența Consiliului | Componența Consiliului |
|  | ------------------------------- | ---------- | ---------------------- | ---------------------- | ---------------------- | ---------------------- |
|  | Partidul Social Democrat        | 4          |                        |                        |                        |                        |
|  | Partidul Național Liberal       | 3          |                        |                        |                        |                        |
|  | Uniunea Salvați România         | 2          |                        |                        |                        |                        |
|  | Alianța pentru Unirea Românilor | 2          |                        |                        |                        |                        |

## Istorie
La sfârșitul secolului al XIX-lea, satele actuale ale comunei făceau parte din comuna Dobreni din plasa Piatra-Muntele a județului Neamț. Comuna Negrești s-a înființat pentru prima oară în 1931, cu satele Negrești și Poiana.
În 1950, comuna a trecut în administrarea raionului Piatra Neamț din regiunea Bacău. În 1968, ea a revenit la județul Neamț, reînființat, dar a fost imediat desființată, satele ei revenind la comuna Dobreni. Comuna a fost reînființată, în alcătuirea actuală, în 2005.

## Monumente istorice
Singurul obiectiv din comuna Negrești inclus în lista monumentelor istorice din județul Neamț ca monument de interes local este situl arheologic „Șes Dolhești” ce cuprinde siliștea satului Dolhești, care a existat în secolele al XV-lea–al XVI-lea.